# 特拉比茹
特拉比茹是巴西圣保罗州的一个市镇。总面积63.378平方公里，总人口1441人，人口密度22.7人/平方公里。